# Никольский, Олег Константинович
Олег Константинович Никольский (род. 1937) — советский и российский учёный, доктор технических наук, профессор; действительный член Российской академии технологических наук, член-корреспондент Сибирской Академии наук высшей школы.
Автор более 500 научных работ, включая учебники и монографии, а также многих патентов и изобретений.

## Биография
Родился 9 мая 1937 года в Барнауле.
В 1962 году окончил Московский энергетический институт по специальности «Электрификация промышленных предприятий». В 1969 году защитил кандидатскую диссертацию на тему «Защитное отключение на фермах крупного рогатого скота и в жилых домах сельской местности», а в 1979 году — докторскую.
С 1968 года деятельность Никольского неразрывно связана с Алтайским государственным техническим университетом (ранее — Алтайский политехнический институт), где он прошёл путь от старшего преподавателя до заведующего кафедрой «Электрификации производства и быта». В область его научных интересов входят: разработка общей теории безопасности электроустановок до 1000 вольт, а также создание новых технических средств электрической защиты и диагностики состояния комплексной безопасности, включая электрическую, пожарную и электромагнитную. О. К. Никольским создана научная школа в области электробезопасности («Управление и оптимизация техногенных рисков опасности электроустановок производственных объектов в реальном масштабе времени»), получившая признание в России и за рубежом.
В 1998 году Никольский был утвержден заместителем председателя российского научно-технического центра по внедрению Устройств защитного отключения (УЗО). На базе Алтайского университете им был организован Специализированный экспертный центр лицензирования в электроэнергетике, аккредитованный Главгосэнергонадзором Российской Федерации. Является председателем диссертационного совета АлтГТУ по защите докторских и кандидатских диссертаций.

## Заслуги
- Лауреат премии Правительства Российской Федерации в области образования (2008), Заслуженный деятель науки и техники РФ.
- «Заслуженный деятель науки и техники РФ» и «Почетный работник высшего профессионального образования РФ».
- Награждён медалями, среди которых медаль ордена «За заслуги перед Отечеством» 2-й степени (2019).[6]
- В 2017 году удостоен престижной международной награды — диплома Евросоюза и Европейской золотой медали за выдающийся вклад в развитие науки и образования.[7]